# Goldküste (Westafrika)

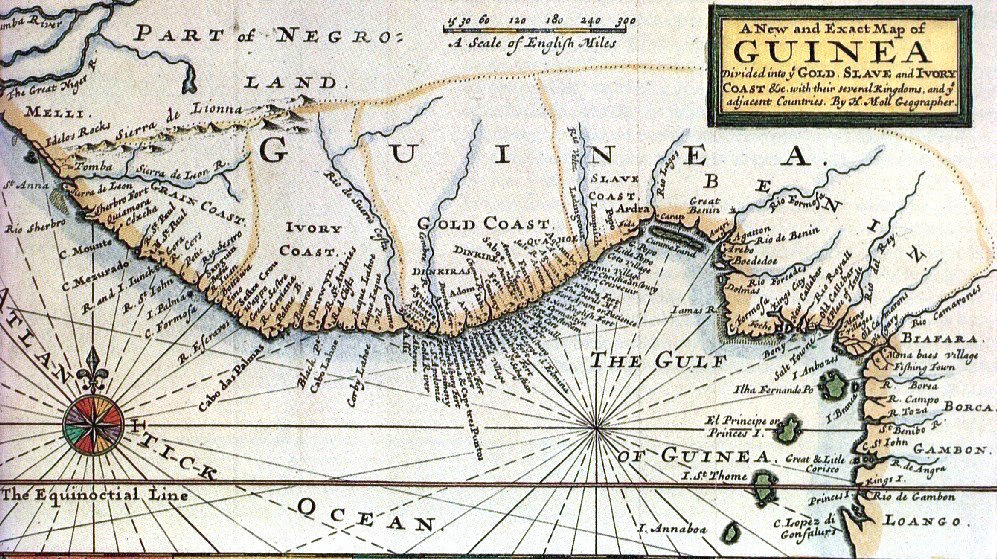
Historische Karte der Guineaküste mit der Bezeichnung „Goldküste“

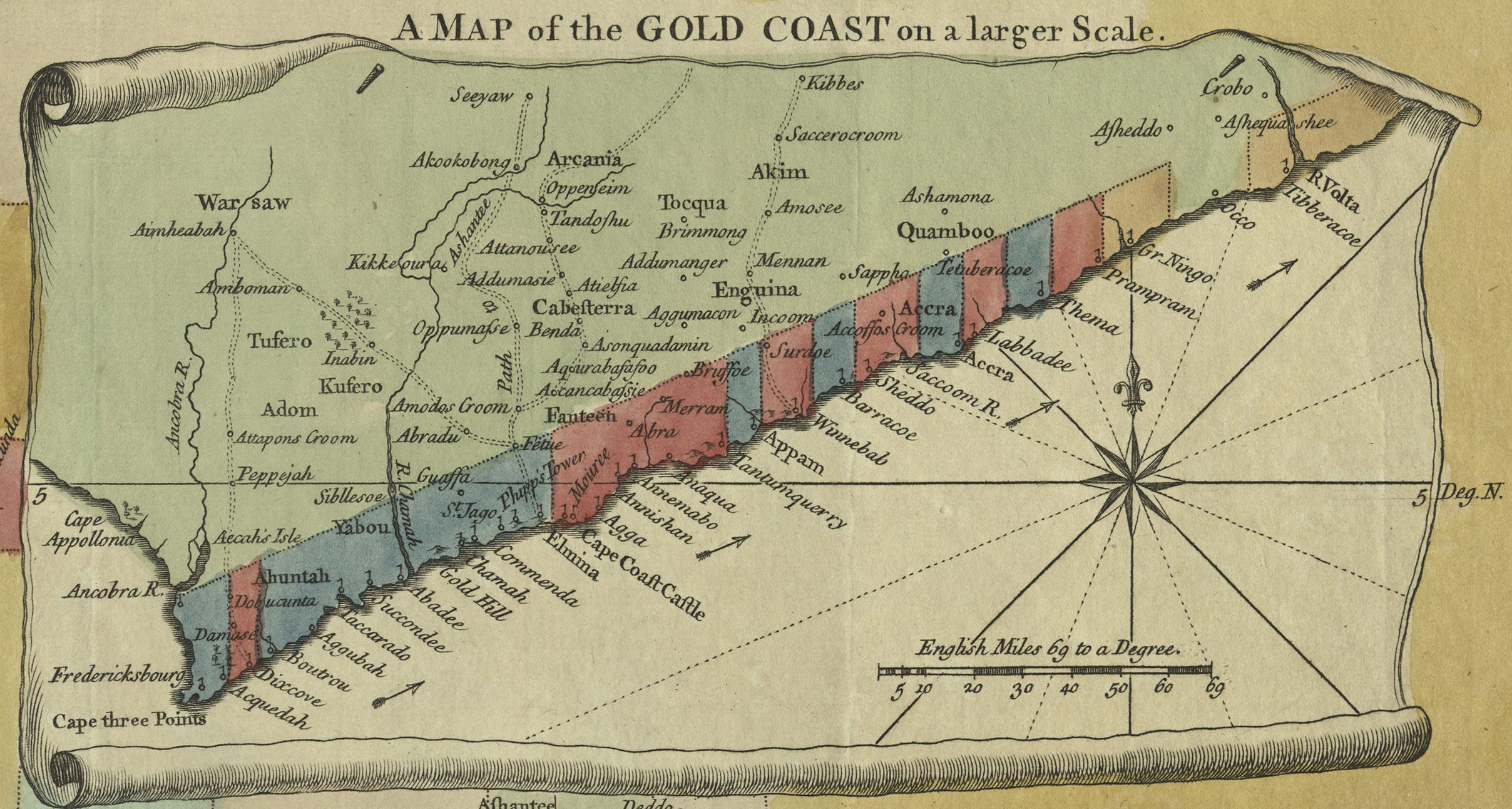
Historische Karte der Goldküste, 1750

Goldküste (portugiesisch Costa do Ouro, englisch Gold Coast) ist eine historische Bezeichnung für einen Küstenabschnitt in Westafrika, der sich weitgehend mit der Küste des heutigen Ghanas deckt. Von den ersten europäischen Entdeckungsfahrten im 15. Jahrhundert bis in das 19. Jahrhundert hinein hielten sich für die gesamte sogenannte „(Ober-)Guineaküste“, also das Gebiet von Liberia bis Nigeria, Bezeichnungen, die auf die Produkte hinwiesen, die die Europäer dort einzutauschen hofften. Von West nach Ost waren das die Pfefferküste, die Elfenbeinküste, die Goldküste und die Sklavenküste. Die Bezeichnung Goldküste weist darauf hin, dass die Europäer an dieser Küste Gold eintauschen konnten. Es wurde aus den Fundstätten im Inneren des heutigen Ghana, dem Gebiet der Aschanti, an die Handelsorte an der Küste gebracht. Die Bezeichnung hielt sich bis 1957 im Namen der britischen Kolonie Goldküste, die in diesem Jahr als „Ghana“ unabhängig wurde. Der alte Name findet sich manchmal noch auf Karten.

## Historische Entwicklung des Goldküste genannten Küstenbereichs
Allerdings scheint die oben genannte geografische Bezeichnung nicht von Anfang an üblich gewesen zu sein, zumal auch am Gambia-River, dem Rio de Cantor der Portugiesen, Gold erhalten wurde, wenn auch nicht in dem Umfang. In portugiesischen und englischen Dokumenten des 16. Jahrhunderts ist zumeist, wenn ein Küstenort nicht konkret benannt, von der Minaküste die Rede. Höchstwahrscheinlich ist der Begriff Goldküste im 17. Jahrhundert mit den Holländern aufgetaucht. Die älteste holländische Beschreibung von Guinea, die von Bernardus Paludanus (alias Bernardus ten Brocke) aus dem Jahre 1596 stammt (und eigentlich die Fahrten Jan Huygen van Linschotens beschreibt), erwähnt diesen Namen noch nicht. Eine Erwähnung findet sich beim Schwaben Andreas Josua Ulsheimer, der als Schiffsarzt im Jahre 1603 auf einem holländischen Schiff unter anderem auch an die Goldküste segelte. Er erwähnt in seinem Bericht über diese Reise:

„Alldieweil ich nun den frühling zue Amsterdam zu brachte, waren von Genuesischer Compania zwey schif zu gericht, nachher Guinea auf die Goldkust zu fahren (welche in Africa ligt und ihren Anfang zu Capo Palmas 4 Grad von der Linea Equinoctiali nemet biß nachher kust Acora ob Monte), als in die 120 meilen sich erstreckht …

… Darnach seind wier immer fordt gesegelt, auf das C. de 3 puntas (gemeint ist das Kap der drei Spitzen), an welchem ort sich der recht Goldkust anhebt.“

Ein weiterer Bericht von Pieter de Marees (der 1601 dort war), erschien 1602. Ende des 17. Jahrhunderts war der Begriff der Goldküste bereits etwas genauer bestimmt. Er orientierte sich wahrscheinlich an den territorialen Grenzen der europäischen Mächte hier. Willem Bosman, der in den 1690er Jahren an der Goldküste weilte, nennt den Beginn der Goldküste „3 Meilen westlich von Assinie (heute: Half Assinie)“ und das Ende „beim Dorf Pomni, sieben oder acht Stunden östlich von Aara“. Auch wenn sich diese Ortsangaben nur noch schwer nachprüfen lassen, so lag der offizielle Beginn der Goldküste wahrscheinlich an der Mündung des „Rio de Suegro d’Acosta“ der Portugiesen (unter Einschluss von „Issini pequena“ und „Issini grande“) und das Ende wahrscheinlich am Kap Monte, westlich von Klein-Popo (Anecho im heutigen Togo).
Im Sprachgebrauch des 19. Jahrhunderts setzte sich dann der Begriff immer mehr als Bezeichnung für die Küste zwischen dem Beginn des britischen und niederländischen Einflussgebietes östlich von Kap Palmas und dem Königreich Dahomey durch. Aber auch dieser Begriff geriet ins Wanken und schließlich wurde nur noch der Abschnitt zwischen Ankobra-Mündung und Volta-Mündung so bezeichnet, womit im Wesentlichen auch die heutige geografische Auffassung wiedergegeben ist.

## Kolonien
Mehrere Staaten unterhielten Besitzungen an der Goldküste:
- Brandenburg
- Dänemark
- Großbritannien
- Niederlande
- Portugal
- Schweden